# PTSD Radio
PTSD Radio (後遺症ラジオ, Kouishou Radio) acronimo di Post-Traumatic Stress Disorder Radio, conosciuto anche come After Effects Radio, è un manga scritto e disegnato dall'autore Giapponese Masaaki Nakayama, iniziato nel 2010 e mai portato a termine a causa di curiosi accadimenti avvenuti durante la sua realizzazione.

## Trama
Il fumetto è caratterizzato da una narrazione non lineare e frammentata dove varie storie indipendenti una dall'altra finiscono per convergere verso un'unica linea narrativa; ciò che lega le varie storie è la profanazione del piccolo tempio dedicato agli Ogushi: demoni del folklore Giapponese a cui le persone donavano capelli in cambio di favori. La rottura volontaria di un altare a loro dedicato scatena la forza demoniaca sulla cittadina protagonista che, in un lasso di tempo che va dalla seconda guerra mondiale all'epoca attuale, tormenta le persone legate direttamente o indirettamente alla profanazione.

## Produzione e pubblicazione
Nel volume 5 della riedizione americana del manga, Masaaki Nakayama parla di come è nata l'idea del fumetto raccontando che otto anni prima aveva preso in affitto un ufficio per poter lavorare in autonomia, sentendo grattare sopra di sé si arrampicò e trovò nascosto nel controsoffitto un piccolo altare rotto; dopo questo evento iniziò ad essere a corto di soldi, tanto da ritardare il pagamento dell'affitto dopo sei anni di pagamenti regolari: il volto distorto del padrone di casa furioso riflesso in una finestra sporcata dalla pioggia e da liquami vari fu la fonte principale di ispirazione. 
Iniziata la produzione, Nakayama accusò forti dolori alla bocca che sfociarono in un inspiegabile ematoma poi diagnosticato come Porpora trombocitopenica immune; la cosa portò l'autore ad essere ricoverato per mesi in ospedale senza poter tornare a lavoro nel suo ufficio. In questo periodo, i suoi assistenti cominciarono a notare strane figure aggirarsi per le stanze e corvi fuori dalle finestre, chiunque entrasse in contatto con queste immagini finiva per ammalarsi o licenziarsi per la paura.
Questi eventi portarono l'autore ad interrompere la pubblicazione chiudendo l'ultimo numero con la frase "non vogliamo che tu dica altro...", da quel momento ammette di essersi sentito sollevato; l'ultimo numero (il sesto della pubblicazione originale Giapponese) è uscito nel 2018 e da allora non è stato più portato avanti anche se l'autore non ha mai concluso ufficialmente la serie.
Il mangaka ad oggi porta avanti la sua serie Horror più famosa, Fuan no Tane, e parla di PTSD Radio come di una grande opera ma che non ha intenzione, almeno per adesso, di portare avanti.
In Italia il manga è edito da Fandango per la collana Coconino Press ed è interamente racchiuso in 3 grandi volumi da 320 pagine l'uno.

## Credenze popolari
Dopo l'intervista rilasciata su Anime News Network, altre testate web e influencer online hanno iniziato a storpiare le parole dell'autore per ideare una perfetta creepypasta da accorpare alle figure del manga, cosa particolarmente in voga nel periodo di Halloween dove viene sempre inserito nelle top di manga da leggere (a volte sostituito da Fuan no tane).
Fra le varie storie che si raccontano online se ne può trovare una legata particolarmente all'autore: che lo vede, dopo anni all'essere stato perseguitato da spiriti maligni, abbandonare la serie per salvaguardare la propria sanità mentale, una variante lo vede internarsi in un ospedale psichiatrico poiché convinto di essere inseguito dal demone dei capelli antagonista principale dello suo stesso manga, versione particolarmente in voga su TikTok e Reddit.
Molte delle parole utilizzate dal Mangaka durante l'intervista ad Anime News Network vengono estrapolate dal contesto e usate in video di divulgazione horror generale per alimentare le voci di una certa "maledizione" che aleggerebbe intorno al manga; la più sfruttata pare essere quando Lynzee Loveridge chiede come si possano combattere queste tipo di entità e l'autore risponde con: "Non sono un esorcista, quindi quello che dico prendilo come un granello di sale. (I'm no exorcist, so take this with a grain of salt)", senza però citare il resto del commento che recita: "Penso che la cosa migliore sia non prenderli troppo sul serio. La maggior parte sono solo che fantasie. (the best thing to do is not to take it too seriously. Most of them are just figments of your imagination)".